# Assemblée législative de Macao

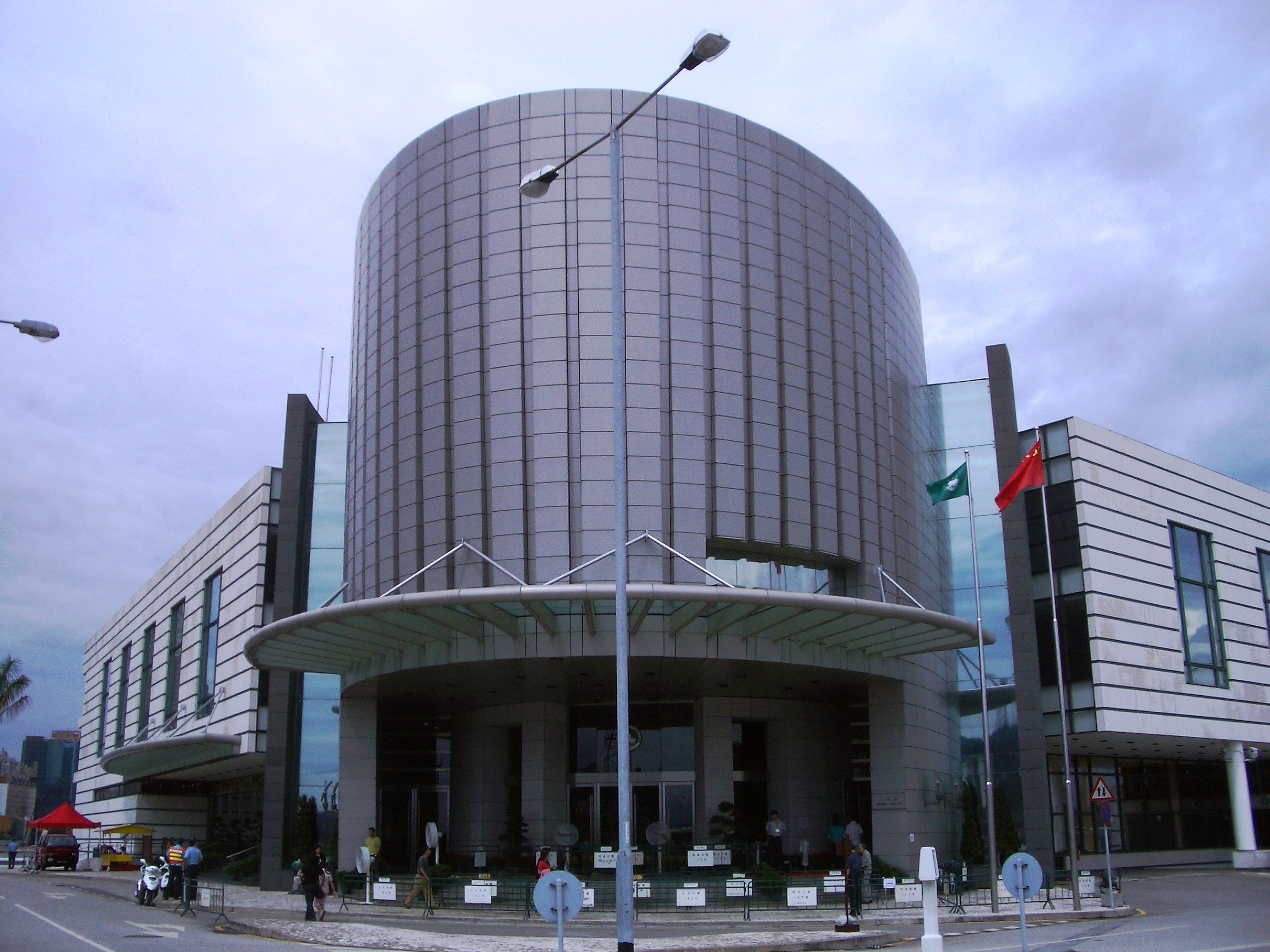
Siège de l'Assemblée législative de Macao

Pour les autres articles nationaux ou selon les autres juridictions, voir Assemblée législative.
Ve législature de Macao
Nam Van Lakes, Macao.
L'Assemblée législative de Macao (AL) est l'organe législatif de la région administrative spéciale de Macao. Elle est responsable de l'élaboration des lois.
L'Assemblée comprend trente-trois députés, dont quatorze élus directement, douze de manière indirecte et sept nommés par le chef de l'exécutif.

## Histoire
L'Assemblée législative a subi des rénovations majeures en 1976, comme il était prévu dans le Statut organique de Macao. La promulgation de la mission s'explique par la pression exercée par le régime démocratique du Portugal pour réformer et restructurer le système politique qui prévalait à l'époque à Macao.
Conformément à l'article 21, paragraphe 1, du SOM, l'Assemblée est composée de 23 membres, désignés parmi les citoyens avec la capacité électorale, comme suit: 7 sont nommés par le gouverneur de Macao, 8 élus par élections et le reste des 8 élus par élection indirecte. L'assemblée a apporté de nombreuses innovations à la culture politique du territoire.
En 1984, après la dissolution controversée de l'Assemblée législative, le gouverneur Leotte Vasco de Almeida Costa modifie la loi électorale, à travers l'approbation le 27 février du décret-loi n ° 9/84/M, ouvrant complètement et définitivement à la communauté chinoise et d'autres communautés non-portugaise, les portes des élections directes. D'autres mesures ont été mises notamment une série de réformes et d'incitations fiscales pour recenser les habitants de Macao. En conséquence, le nombre d'électeurs a augmenté considérablement et a produit un impact politique très important: le début de la prédominance non-portugaise dans les élections directes.
En 2001, conformément à ce qui était prévu dans la Loi fondamentale, le nombre de députés élus au suffrage direct est passé à 10 et en 2005 à 12.

## Fonctionnement
Les réunions sont publiques, sauf dans des cas particuliers.
Le chinois, plus précisément le cantonais, et le portugais sont les langues officielles de l'Assemblée.

## Pouvoirs
Conformément à l'article 71 de la Loi fondamentale de Macao, l'Assemblée législative est compétente dans les domaines suivants:
- Ajouter, modifier, suspendre ou abroger les lois conformément à la loi fondamentale de la RAS de Macao conformément aux procédures légales;
- Revoir, évaluer et approuver le projet de budget présenté par le gouvernement;
- Définir, sur la base de la proposition par le gouvernement, les éléments essentiels du régime fiscal et de permettre au gouvernement de contracter des dettes;
- Écouter et examiner le rapport sur les lignes du gouvernement présenté par le chef de l'exécutif;
- Discuter des questions d'intérêt public;
- Recevoir et traiter les plaintes déposées par des résidents de Macao;
- Pouvoir, par résolution, charger le président de la Cour de cassation de former une commission d'enquête indépendante pour procéder aux instigations, si elle est proposée conjointement par un tiers d'entre eux une motion, accusant le chef de l'exécutif de violation grave du droit ou de la négligence de ses devoirs, s'il n'a pas démissionné. Si la Commission estime qu'il y a suffisamment de preuves à l'appui des allégations ci-dessus, l'Assemblée législative peut adopter une motion de censure par une majorité des deux tiers des membres et communiquer au Gouvernement populaire central cette décision;
- Convoquer et solliciter, des témoins et de présenter preuves, le cas échéant, dans l'exercice des pouvoirs et des fonctions mentionnées ci-dessus.

## Processus législatif
Toutes les propositions et projets de lois ou de résolutions, engagées par le gouvernement ou par les députés, une fois approuvées par le président de l'Assemblée, sera soumis à la discussion et au vote général par la Plénière. Avant la discussion, en général, le représentant du gouvernement ou l'État propose une brève présentation de la proposition ou projet. Approuvé en général, le texte est envoyé, par ordonnance au président, à une commission et est examiné en détail et qui sera établi après le rapport ou avis sur le texte. Après 5 jours de délibération de tous les députés, le président procède au calendrier de propositions ou projets de loi en question, pour discussion et vote de la spécialité.
Le quorum requis pour le fonctionnement de l'Assemblée ne peut pas être inférieur à la moitié du nombre total de députés. Hors les exceptions prévues dans la Loi fondamentale, le projet de loi et de résolution de l'Assemblée sont approuvés avec les voix de plus de la moitié du nombre total des membres.
Les projets ou propositions de loi, votés et approuvés par la Chambre dans le détail, sont envoyés au chef de l'exécutif et sont transformés en lois, puis signé par lui.

## Composition

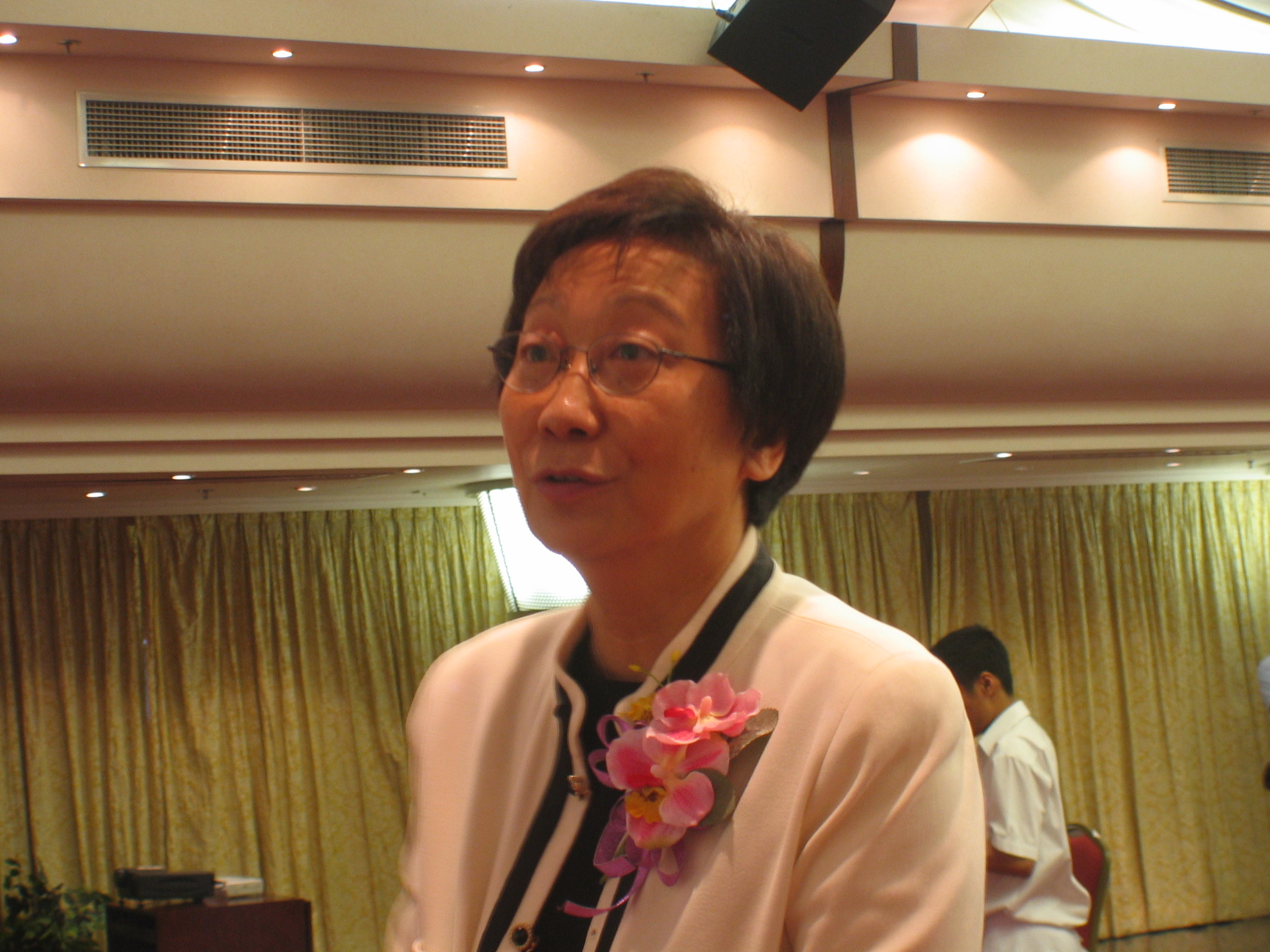
Susana Chou, présidente et députée de l'assemblée législative élue au suffrage indirect par l'industrie des intérêts commerciaux.

La composition actuelle de l'Assemblée législative résulte des élections de 2005, ainsi que les nominations faites par le chef de l'exécutif. Il comprend 29 membres élus ou nommés pour quatre ans de différentes manières:
- 14 sont élus au suffrage universel direct, c'est-à-dire par des résidents permanents de Macao de plus de 18 ans, selon un mode de scrutin proportionnel plurinominal de liste au plus fort reste dans une unique circonscription;
- 12 sont élus au suffrage universel indirect, c'est-à-dire par des organisations ou associations locales représentant les intérêts des divers secteurs de la société qui ont acquis la personnalité juridique depuis au moins trois ans, et qui ont été officiellement enregistrées et régulièrement signalées;
- 7 sont nommés par le chef de l'exécutif de Macao.

Dans le cas d'élections indirectes, le système électoral, plus concrètement les intérêts les intérêts les plus importants de la société sont divisés en 4 grands domaines :
- Le secteur des entreprises et des matériaux, avec 4 sièges réservés ;
- Le secteur du travail, avec 2 sièges réservés ;
- Le secteur des professionnels, avec également 2 sièges réservés ;
- Les secteurs du bien-être, culturels, éducatifs et sportifs, avec 2 sièges réservés.

Lors des élections de 2005, il y avait seulement une liste pour chacun de ces secteurs dans une, tous élus, ce qui montre qu'il n'y a pas concurrence dans les élections par circonscription électorale indirect, à l'inverse du élections au suffrage direct.
Les députés de l'Assemblée législative doivent être résidents permanents de Macao. Chaque mandat dure quatre ans.

## Électeurs recensés
Fin mai 2008,  environ 220 mille personnes ou électeurs sont recensées et 923 électeurs collectif (associations ou organisations locales).

## Critiques
Un nombre croissant de personnes critiquent l'Assemblée législative de ne pas être en mesure de lutter pour les intérêts communs des citoyens de Macao, une bonne partie de ses membres ont des liens étroits avec le chef de l'exécutif comme dans le cas de membres désignés, ou le secteur des affaires. Elle est également critiquée par le fait que ce corps législatif n'est pas totalement démocratique, en raison d'un nombre considérable de députés nommés par le chef de l'exécutif ou élus par la communauté des associations et des entreprises (ces institutions ne représentent, selon des études universitaires[Lesquelles ?], qu'environ 8 % de la population).
Malgré son statut, l'Assemblée est critiquée pour être un peu puissante et influente. Beaucoup de gens pensent qu'elle doit être plus active et plus revendicative, en posant plus de questions au gouvernement et au chef de l'exécutif. Son fonctionnement est un bon reflet de la société de Macao, qui est traditionnellement, faiblement participative et un peu revendicative. À Macao, il y a beaucoup de pression pour démocratiser le système politique[réf. nécessaire].